# 藤原刷雄
藤原 刷雄（ふじわら の よしお）は、奈良時代の貴族。藤原南家、太師・藤原仲麻呂（恵美押勝）の六男。官位は正五位下・図書頭。

## 経歴
天平勝宝4年（752年）遣唐使の留学生として大使・藤原清河に随行、渡航前に無位から従五位下に叙爵される。天平勝宝6年（754年）4月頃帰国したと推察される。天平宝字2年（758年）父の藤原仲麻呂が擁立した淳仁天皇が即位すると、父や兄弟とともに藤原恵美朝臣姓を与えられた。
天平宝字8年（764年）に発生した恵美押勝の乱では、一族が悉く処刑された中で刷雄のみは若い時から禅行を修めていた（当時の社会で重んじられていた遣唐使留学生だった経歴が考慮されたものとも）として死罪を免れ、隠岐国への流罪に留められている。
光仁朝に入ると宝亀3年（772年）に赦免されて本位（従五位下）に復し官界に復帰し、氏姓も藤原朝臣に戻される。宝亀5年（774年）但馬介次いで但馬守に任ぜられると、刑部大判事・治部大輔・上総守と内外の諸官を歴任する。またこの間の宝亀9年（778年）には従五位上に叙せられている。
桓武朝では、大学頭・右大舎人頭を経て、延暦10年（791年）に陰陽頭に任じられた。
淡海三船撰の『唐大和上東征伝』に、天平宝字7年（763年）に没した鑑真を悼む五言詩が収録されている。

## 藤原薩雄との同一人物説
『尊卑分脈』において、刷雄の兄弟とされている藤原薩雄を刷雄と同一人物とする説がある。
薗田香融は『続日本紀』にある天平宝字2年の無位から従五位下とする記述は当時の遣唐留学生の叙位としては異例なだけではなく、当時健在であった4人の兄の位階の昇進の例（いずれも正六位上から従五位下に昇進している）を越してしまう事を指摘してこの記事には誤りが含まれているとして、『続日本紀』天平宝字3年6月庚戌に正六位上から従五位下に叙された薩雄を刷雄と同一人物とする説を述べている。
一方、岸俊男によると、両者は別人とするのが正しいとされている。
その後、吉川敏子は天平宝字2年の父・仲麻呂の「恵美押勝」改名と前後して若い頃に仏道修行をしていた刷雄に「菩薩」に通じる“薩”の字が与えられ、恵美押勝の乱の際に剥奪されて旧名の刷雄に戻されたとすれば、両者が同一人物としての説明が可能であると唱えている。

## 官歴
『続日本紀』による。
- 天平勝宝4年（752年） 閏3月9日：従五位下（直叙）
- 天平宝字2年（758年） 8月24日：藤原朝臣から藤原恵美朝臣に改姓
- 天平宝字8年（764年） 9月18日：流罪（隠岐国）
- 宝亀3年（772年） 4月12日：復本位（従五位下）。7月2日：藤原朝臣に復姓
- 宝亀5年（774年） 3月5日：但馬介。3月29日：但馬守
- 宝亀9年（778年） 正月16日：従五位上。3月10日：刑部大判事
- 宝亀10年（779年） 12月13日：見治部大輔
- 宝亀11年（780年） 3月17日：上総守
- 延暦7年（788年） 6月8日：大学頭
- 延暦9年（790年） 7月24日：右大舎人頭
- 延暦10年（791年） 7月4日：陰陽頭
- 時期不詳：正五位下。図書頭。越前守[3]

## 系譜
『尊卑分脈』による。
- 父：藤原仲麻呂
- 母：大伴犬養の娘
- 生母不詳の子女
  - 男子：藤原千世